# St. Stephanus (Bahrendorf)

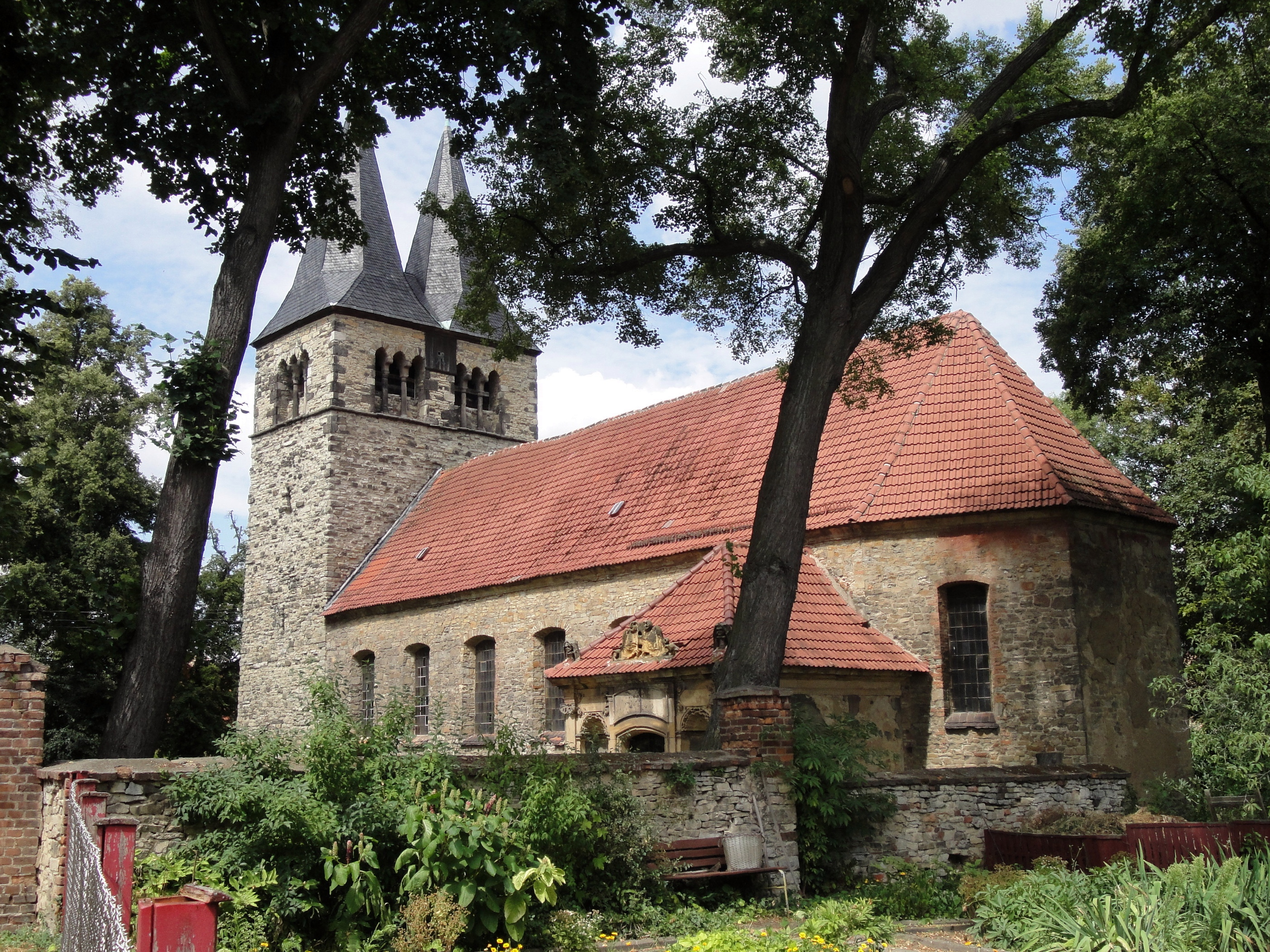
St Stephanus, Blick von Südost

St. Stephanus ist eine evangelische Kirche im Ortsteil Bahrendorf der Gemeinde Sülzetal in Sachsen-Anhalt.
Sie liegt nördlich des Ortszentrums von Bahrendorf an der Ringstraße und gehört zum Kirchenkreis Egeln der Evangelischen Kirche in Mitteldeutschland.

## Architektur und Geschichte
Die Kirche geht in ihrem Kern auf die Frühgotik zurück. Der Kirchturm steht auf querrechteckigem Grundriss westlich des Kirchenschiffs. Markant sind die beiden den Turm bekrönenden Spitzhelme. Die steilen Schallöffnungen des Turms sind dreiteilig angelegt und mit kleinen Doppelsäulen versehen, die über Kapitelle in Kelchform verfügen. Zum Teil wurden sie in späterer Zeit ergänzt.
Das Schiff ist langgezogen und am Ostende mit einem dreiseitigen Chor abgeschlossen. Im Jahr 1749 wurde das Schiff umgebaut und erhöht. An Nord- und Südseite sind zwei vermauerte als Spitzbögen gestaltete Portale erhalten. Auf der Ostseite besteht noch ein in ursprünglicher Gestaltung vorhandenes Fenster.
Im zweiten Viertel des 18. Jahrhunderts wurde auf der Südseite der Kirche eine Grabkapelle der Familie von Hackeborn angefügt. Das im Stil des Barock errichtete Gebäude ist mit Muschelnischen verziert.
Das Innere der Kirche ist einfach gestaltet und wird von einer flachen, verputzten Tonnendecke überspannt. Im westlichen Teil des Kirchenschiffs besteht eine kurze Hufeisenempore. Auf ihr befindet sich eine 1907 von Wilhelm Rühlmann sen. aus Zörbig geschaffene Orgel. Auf der nördlichen Seite des Chors der Kirche ist ein aus Alabaster und schwarzem Marmor geschaffenes Epitaph für den 1729 verstorbenen Wolf Christian von Hackeborn erhalten. Es ist mit allegorischem Zierwerk versehen und zeigt eine Halbfigur des Verstorbenen.
In der Kirche befand sich ein am Ende des 19. Jahrhunderts geschaffener Kanzelaltar. Er wurde im Zuge einer Modernisierung in den 1970er Jahren entfernt und durch einen Altar und eine Kanzel aus Bruchsteinen ersetzt. Am 1. Juni 2004 erhielt die Kirche ein Altargemälde, auf dem in mehreren Tafeln die biblische Geschichten von Schuld und Versöhnungen dargestellt werden. Das Gemälde wurde von Häftlingen der Justizvollzugsanstalt Torgau geschaffen.
Im örtlichen Denkmalverzeichnis ist die Kirche unter der Erfassungsnummer 094 11959 als Baudenkmal eingetragen.
Das zur Kirche gehörige Pfarrhaus ist vermietet, beherbergt aber auch Gemeinderäume.